# Бірлік (Бескарагайський район)
Бірлі́к (каз. Бірлік) — село у складі Бескарагайського району Абайської області Казахстану. Входить до складу Глуховського сільського округу.
Населення — 120 осіб (2021; 206 у 2009, 213 у 1999, 192 у 1989).
Національний склад станом на 1989 рік:
- казахи — 100 %